# Koeneniodes notabilis
Espèce
Koeneniodes notabilis est une espèce de palpigrades de la famille des Eukoeneniidae.

## Distribution
Cette espèce est endémique de Guinée. Elle se rencontre vers Kakoulima.

## Description
La femelle holotype mesure 1,17 mm.

## Publication originale
- Silvestri, 1913 : Novi generi e specie di Koeneniidae (Arachnida, Palpigradi). Bollettino del Laboratorio di Zoologia Generale e Agraria della R. Scuola Superiore d'Agricoltura, Portici, vol. 7, p. 211-217 (texte intégral).